# سيد بيرنستاين
سيد بيرنستاين (بالإنجليزية: Sid Bernstein)‏ هو مدير مواهب ومنتج أسطوانات ورائد أمريكي، ولد في 12 أغسطس 1918 في نيويورك في الولايات المتحدة، وتوفي بنفس المكان في 21 أغسطس 2013.

## وصلات خارجية
- سيد بيرنستاين على موقع IMDb (الإنجليزية)
- سيد بيرنستاين على موقع ميوزك برينز (الإنجليزية)
- سيد بيرنستاين على موقع أول ميوزيك (الإنجليزية)
- سيد بيرنستاين على موقع ديسكوغز (الإنجليزية)